# Séismes (roman)
Cet article concerne un roman. Pour les tremblements de terre, voir Séisme.
Séismes est un roman de Jérôme Meizoz publié en mars 2013 aux Editions Zoé.

## Résumé
Séismes raconte « le parcours troublant d’un enfant vers l’âge d’homme. » Le narrateur livre en effet ses souvenirs d'enfance par éclats en s'attachant à quelques moments clefs (les "séismes" font références aux évènements de la vie du narrateur qui ont bouleversé sa vision du monde et qui l'ont fait grandir). L’histoire se déroule dans les années 70 dans une région campagnarde et très catholique que l'on peut identifier comme le Valais et qui se voit confrontée au progrès technologique et à l'évolution des modes de vie.

## Personnages
- Le garçon. Il est le narrateur de ce récit et livre en quelque sorte un roman d'apprentissage. C'est à travers son point de vue que le passé est révélé, non sans ambivalence et ironie. « Dans Séismes, affirme Jérôme Meizoz, j’occupe le point de vue d’un jeune garçon au début de l’adolescence qui voit le monde sans comprendre tout ce qui lui arrive et perçoit avec une certaine naïveté les choses et les dit dans une langue de fausse candeur. Attendant pour plus tard les explications que le narrateur, plus âgé, possède quant à lui en partie. Les récits se construisent par l’oscillation entre ces deux regards.»[2]
- Le père. Il est l’homme de la maison. Il n’accorde pas beaucoup d’attention au narrateur (qui se souvient en particulier de son rapport à l'argent et à la voiture).
- La mère. Bien que la mère du narrateur se soit suicidée au début du récit (l'incipit le révèle de façon frappante: "Quand mère s'est jetée sous le train, il a bien fallu trouver une femme de ménage"), elle apparaît tout au long du livre à travers divers évènements.